# Панда По (Панда Кунг-Фу)
Панда По — Головний герой мультфільму «Панда Кунг-Фу» «Панда Кунг-Фу 2» «Панда Кунг-Фу 3» «Панда Кунг-Фу Легенди Крутості»

## Історія
Мультфільм починається з того, що По сниться сон про те, як він став майстром Кунг-Фу… Невдовзі тато його розбудив. Він спустився і збрехав татові, що йому наснився сон про локшину. Тато аж зрадів (він не знав, що син бреше), і пообіцяв, що дуже скоро він розкаже таємницю локшинового супу. І наказує йому віднести сніданок на столики… Доки він роздавав їжу, на воротах повісили оголошення про обрання Воїна Дракона. Він негайно сказав усім відвідувачам про оголошення, і збирався піти, але його зупинив тато І дав йому локшину і булочки -„Там збереться усе село!“. По довіз їх до сходів, і там не зміг підняти возик. Йому довелося залишити його, і піднятися самому на гору… Втомлений Панда піднявся і ліг на землю відпочивати. Але ворота стали зачинятися, і йому довелося добігти до них, але увійти він так і не зміг. ворота вже закрилися. Він намагався знайти багато способів туди залізти, спочатку намагався дивитися у віконечко, щілину у воротах, але все було марно… 

І одного разу він впав на магазинчик з феєрверками…

Панда По на магазинчику з феєрверками

 Він прив'язав до стільця феєрверки, підпалив їх, і тут піднімається тато і записує, що він робить. По сказав, що хоче потрапити на обрання, і зізнається, що збрехав щодо сну, подивився, що Феєрверки вже скоро вибухнуть, він задер голову вгору і крикнув «Люблю Кунг-Фу!» але феєрверки за якимись причинами не вибухнули. Тато попросив сина кинути цю справу. По почав підніматися, і раптом феєрверк вибухнув, і викинув його перед Майстером Уґвей. Так він став Воїном Дракона.
Всі почали дивуватися «Як це могло статися?»
Його, наче короля внесли до Священної Зали Воїнів, де він побачив на власні очі те, що бачив тільки по телевізору і на малюнках. Невдовзі до зали зайшов Майстер Шифу і сказав, що він стане Воїном Дракона тільки коли опанує мистецтво Кунг-Фу. І вони разом пішли до зали тренувань.
Шифу попросив По вдарити по ляльці. По вдарив, але Шифу
сказав, що треба бити дужче. По вдарив що є сили, іграшка нахилилася у бік удару, й відштовхнула його назад, на естафетну доріжку, з якої він вийшов з подряпинами.
Увечері|Богомол втикав у По гілки, сподіваючись пробудити у нього нервові клітини для Кунг-Фу. Саме тут По дізнається про минуле Тай Лунга (див. Тай Лунг)... Далі його всі благали, аби він пішов звідси, але він нікого не слухався.
Вечеряючи, панда жартував про Шифу перед П'ятіркою, аж раптом він зайшов і сказав, що Майстера Уґвея більше немає. і додав, що тільки По може здолати Тай Лунга. Почувши це, По втік. Шифу побіг за ним.
Майстер пояснив По, що він повинен стати Воїном Дракона, але По сказав: "Як в перетворите мене на справжнього Воїна дракона?" Шифу сказав, що ще не знає.
Наступного ранку Шифу Побачив По на шпагаті у трьох метрах від землі, і він зрозумів, що з ним треба працювати, маючи з собою їжу..
Пізніше вони пішли до Ставка Священних сліз, де Шифу тренував По.
Після тренування вони пішли до Нефритового Палацу, де впала П'ятірка. Виявляється, вони билися зТай Лунгом. Шифу їх вилікував і дав По Драконів Сувій. По відкрив його, і сказав, що там чисто. Шифу сказав, що доведеться битися йому і П'ятірці. А По пішов до свого батька, який розказав йому про секретні інгредієнти супу з локшиною. Виявляється секретні інгредієнтів немає. І тут По зрозумів, що у Кунг-Фу секретних інгредієнтів немає також. І він побіг до Нефритового Палацу, де Тай Лунг вже добивав Майстра Шифу. Він показав Тай Лунгу Сувій, Той на ного напав, і По відштовхнув його своїм животом... У решті решт, По Переміг Тай Лунга за допомогою Узі-захвату. Згодом він вийшов до народу, і Шалена П'ятірка схилили голови перед ним "Майстре" (Так, як було увісні). І тут він згадав про Майстра Шифу. І побіг до нього, аби переконатися, що він живий. Но щастя він вижив...

## Характер
- За останньою битвою було зрозуміло, що Кунг-фу він не знає, проте переміг Тай Лунга через цікавість до цього виду боротьби.
- Після боротьби з Тай Лунгом у серіалі про По, Воїн Дракона зустрічається з племінником Тай Лунга, і відразу йому про це не говорить, бо здружився з ним

## Вміння
- Володіє Узі-захватом
- Знає історію Кунг-Фу
- Вміє готувати локшиновий суп
- У другій частині мультфільму оволодів внутрішнім спокоєм, а у третій частині, оволодів енергією Ци
- Оволодів Кунг-Фу надто добре, це помітно у серіалі "Кунг-Фу Панда Легенди Крутості"

## Сімейний стан
- Мати невідомо
- Батько Пан Пінг
- Друзі: Майстер Шифу; Журавель; Тигриця; Мавпа; Богомол; Гадюка
- Вороги: Тай Лунг імператор шень
- кай